# Altenburg (Horn)
Pour les articles homonymes, voir Altenburg (homonymie).
Altenburg est une commune autrichienne du district de Horn en Basse-Autriche.
L'abbaye bénédictine d'Altenburg est de style baroque.